# پابلو اسپینوسا
پابلو اسپینوسا (اسپانیایی: Pablo Espinosa‎؛ زادهٔ ۱۰ مارس ۱۹۹۲) بازیگر، خواننده و موسیقی‌دان اهل اسپانیا است. وی از سال ۲۰۰۸ میلادی تاکنون مشغول فعالیت بوده‌است.
از فیلم‌ها یا سریال‌های تلویزیونی که وی در آن نقش داشته‌است، می‌توان به پُلا، مرد توخالی، فیزیک یا شیمی و ویولتا اشاره کرد.